# ウォール (ポータルサイト)
ウォール（Wall）は、WALL株式会社が運営する建築情報ポータルサイト。2015年に誕生し、施設の取材記事や約1万の建築製品・サービスが登録されている「総合建築メディア」である。

## 概要
家具・照明などのインテリア情報から、空間事例・デザイナー情報に至るまで、建築にまつわる情報が集約されたサービスサイト。施主や建築家は、施設づくりにおいて空間イメージを事例から参考にし、また実現可能な専門家を見つけ、実際に導入する建築製品を検討できる。
2015年1月よりサイトをリリース。ユーザーは会員登録をすることで、専門家とのコンタクトやマイページにお気に入りの製品や事例を集めたオリジナルのブックを作成することが出来る。
2015年2月1日、運営会社の株式会社オフィスミルは、WALL株式会社に社名変更。

## 沿革
- 2009年12月 - 東京都港区にて株式会社オフィスミル（現、WALL株式会社）を設立。
- 2009年12月 - オフィス環境情報サイト「OFFICEMILL」を開始。
- 2014年 - 建築家向けオンラインプロダクトサービス「OFFICEMILL PRO」を開始。
- 2015年1月 - 総合建築メディア「Wall (ウォール) 」を開始。
- 2015年2月 - 株式会社オフィスミルからWALL株式会社へ社名変更。